# Zonació altitudinal

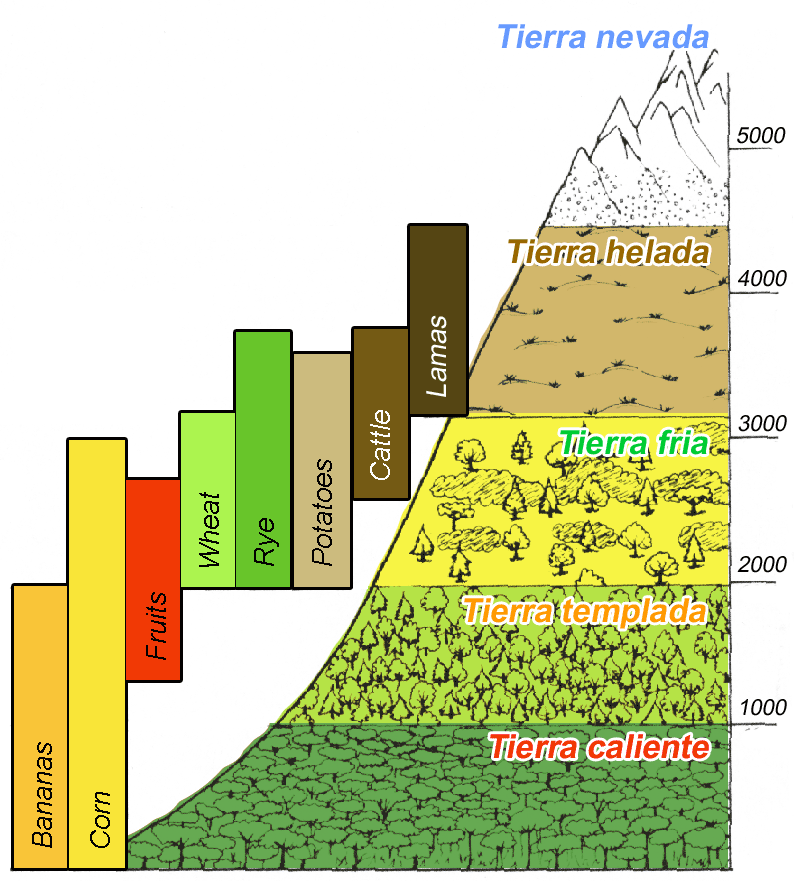
Zonació altitudinal als Andes

La zonació altitudinal, els estatges climàtics, pisos climàtics o estatges de vegetació en ecologia és la disposició de les característiques naturals en funció de l'altitud i els climes que se’n deriven. És a dir, cadascun dels espais que es van succeint a mesura que augmenta l'altitud, a conseqüència de les variacions principalment de temperatura. La temperatura, humitat, composició del sòl i la radiació solar són factors importants en la determinació de les zones altitudinals. Les unitats bioclimàtiques es delimiten en funció de les temperatures, de les precipitacions i de la distribució d'ambdues al llarg de l'any. A cada pis bioclimàtic li corresponen, una sèrie de comunitats vegetals que varien en funció de les regions biogeogràfiques, però que mentenen grans trets en comú. L'éstatge de la vegetació influencia l'economia muntanyenca, la qual també varia segons l'altitud.
La zonació altitudinal va ser una hipòtesi plantejada primer pel geògraf Alexander von Humboldt que es va adonar que la temperatura disminuïa amb l'augment d'altitud.

## Origen
Les fortes diferències climàtiques que es troben en un vessant són l'origen d'una gran varietat de vegetació. A mesura que augmenta l'altitud, en zones de clima temperat, els boscos d'arbres caducifolis deixen pas a les coníferes i aquestes són al seu torn reemplaçades pel prat alpí i més amunt per la roca nua eventualment coberta de neu.. La fauna també canvia segons la vegetació i l'altitud..

## Classificació
A Europa esquemàticament es presente dues gran seqüències en la zonació altitudinal : una primera correspon a la regió eurosiberiana i l'altra a la regió mediterrània. També es pot incloure una altra regió, la part europea de la macaronèsica (illes atlàntiques des de les Açores a Cap Verd) 
Els pisos climàtics en climes tropicals són molt diferents als de les zones temperades. Una classificació pràctica divideix el territori en “Terres calentes”, “Terres temperades” i “Terres fredes” segons l'altitud. Sovint la població humana dels tròpics es concentra en els “terres temperades”, Bogotà i Ciutat de Mèxic per exemple.

### Regió eurosiberiana
| Criteris tèrmics               | Criteris tèrmics                                         | Criteris tèrmics         | Estatges de vegetació |
| Temperatura mitjana anual (°C) | Temperatura mitjana de les mínimes del mes més fred (°C) | Hivern                   | Estatges de vegetació |
| <4                             | <-7                                                      | Extremament fred         | estatge nival         |
| <4                             | <-7                                                      | Extremament fred         | estatge alpí          |
| 47                             | -6-4                                                     | Molt fred                | estatge subalpí       |
| 811                            | -30                                                      | Fred                     | estatge montà         |
| >11                            | 110                                                      | Fresc, càlid i temperat; | estatge basal         |
| >11                            | 110                                                      | Fresc, càlid i temperat; | Conreu                |

### A la regió mediterrània

Clisèrie de la zonació altitudinal alpina, amb els diferents estatges segons la diferència d'altitud.

Diferents autors, entre ells Rivas Martínez, han proposat una classificació dels estatges mediterranis :
| Criteris tèrmics               | Criteris tèrmics                                         | Criteris tèrmics    | Estatges de vegetació | Estatges de vegetació  | Estatges de vegetació |
| Temperatura mitjana anual (°C) | Temperatura mitjana de les mínimes del mes més fred (°C) | Hivern Daget (1977) | Ozenda (1975)         | Quézel (1979)          | Rivas-Martínez (1981) |
| < 5                            | -11-10                                                   | Extremadament fred  | Altimediterrani       | Supramediterrani       | Crioromediterrani     |
| < 5                            | -9-7                                                     | Extremadament fred  | Altimediterrani       | Oromediterrani         | Crioromediterrani     |
| < 5                            | -6                                                       | Molt fred           | Oromediterrani        | Mediterrani muntanyenc | Crioromediterrani     |
| 58                             | -5-3                                                     | Molt fred           | Oromediterrani        | Mediterrani muntanyenc | Oromediterrani        |
| 912                            | -20                                                      | Fred                | Supramediterrani      | Supramediterrani       | Supramediterrani      |
| 1316                           | 13                                                       | Fresc               | Mesomediterrani       | Mesomediterrani        | Mesomediterrani       |
| >16                            | 46                                                       | Temperat            | Termomediterrani      | Termomediterrani       | Termomediterrani      |
| >16                            | 79                                                       | Càlid               | Termomediterrani      | Termomediterrani       | Termomediterrani      |